# Homiyu Tesfaye
Homiyu Tesfaye (né le 23 juin 1993 à Debre Zeit en Éthiopie) est un athlète allemand, spécialiste du demi-fond.
Ses meilleurs temps sont de 3 min 34 s 76 sur 1 500 m, réalisé à Ninove le 27 juillet 2013 ce qui le qualifie pour les championnats du monde à Moscou, et de 1 min 46 s 40 sur 800 m, en juin 2013. Il obtient l'asile politique en Allemagne en 2010.